# Liar (Vanilla Ninja)
Liar è il terzo singolo della band pop rock estone Vanilla Ninja, il secondo tratto dal loro secondo album Traces of Sadness.

## Tracce[1]
1. Liar (Video-Edit) – 3:36
2. Liar (Unplugged-Version) – 3:35
3. Liar (Extended-Version) – 8:38
4. Heartless – 3:49

- Liar – 3:35

## Video
Il video riprende la band che suona dentro un deposito di moto da rally durante una gara del bugiardo.